# Zethus arietis
Zethus arietis är en stekelart som först beskrevs av Fabricius 1775.  Zethus arietis ingår i släktet Zethus och familjen Eumenidae. Inga underarter finns listade i Catalogue of Life.